# 산액

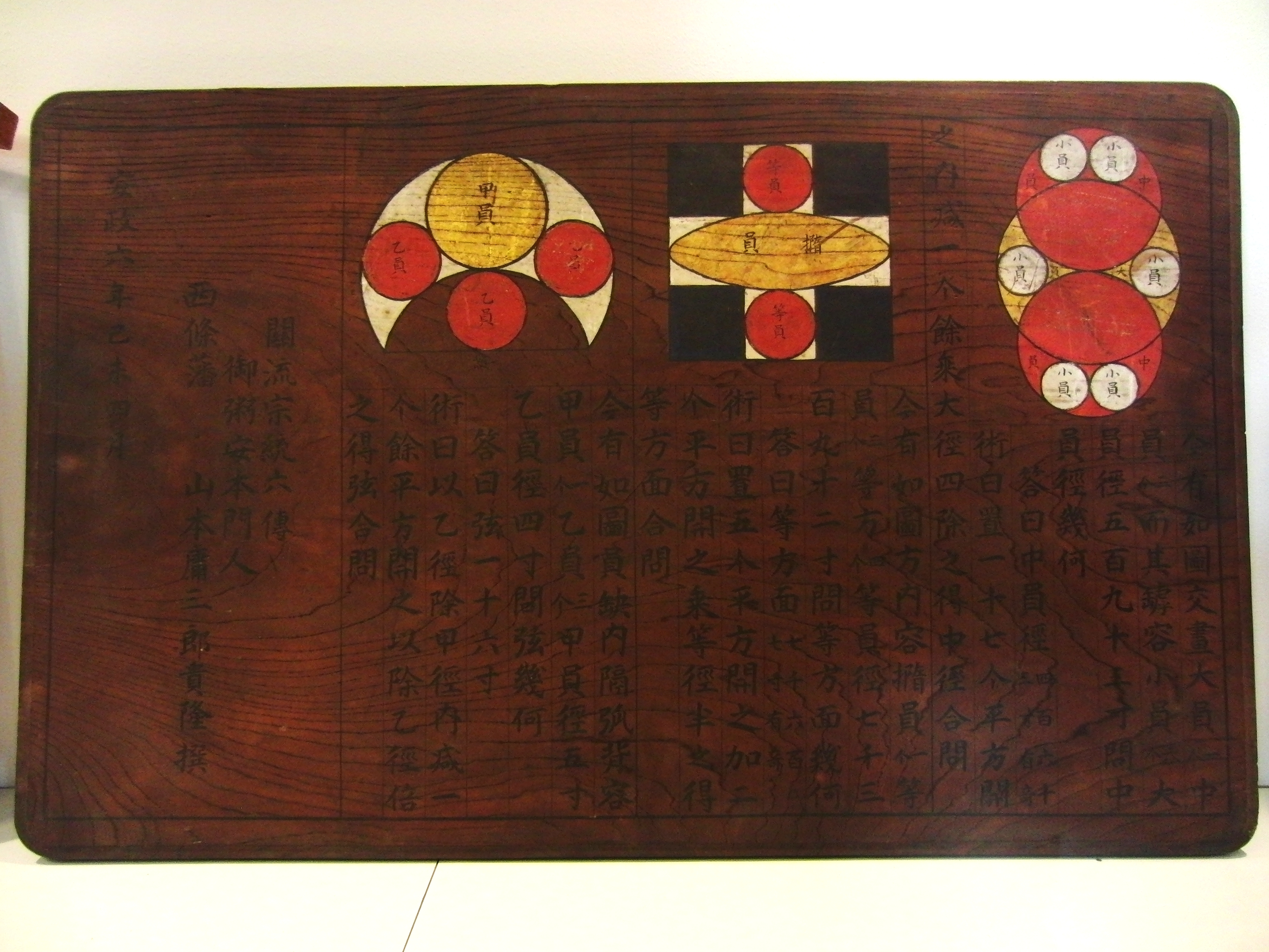

산액(일본어: 算額 산가쿠[*])은 에도시대 일본에서 액자나 에마에 수학 문제나 해법을 적어서, 신사나 불각에 봉납한 것이다. 문제와 답을 함께 봉납하는 경우도 있었고, 신사불각을 문제를 걸어놓는 장소로 삼아 어려운 문제만 봉납해 걸어 놓으면 다른 사람들이 그 문제를 풀어 답을 봉납하는 식의 놀이처럼 이루어지기도 했다.

## 같이 보기
- 아폴로니오스의 문제
- 유희 수학
- 세키 다카카즈